# الدين في السويد

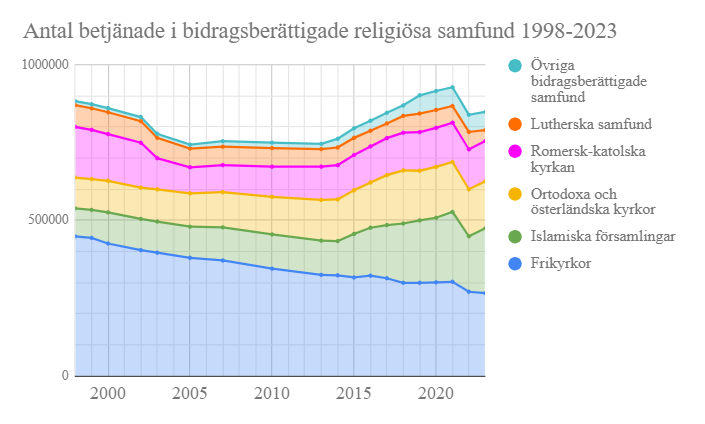
عدد الأعضاء والمشاركين المسجلين بمرور الوقت في المنظمات الدينية التي تلقت تمويلا حكوميا في السويد منذ عام 1998 (الكنيسة)

المسيحية هي أكبر ديانة في سويد ويشكل أتباعها نسبة %41.2، أغلب المسيحيين هم من أتباع المذهب اللوثري بنسبة %32.8 ونسبة %8.4 طوائف مسيحية أخرى، تصل نسبة الإسلام إلى حوالي %1.6، بينما وتبلغ نسبة اللادينية %55.4 من مجمل السكان و%1.8 من سكان يتبعون ديانات أخرى وذلك حسب إحصائيات 2018.
حسب دراسات يوروباروميتر 2010 صرح من سكان سويد
- 18% من سكان الإيمان بالله
- 45% نؤمن بوجود روح خارقة أو قوة الحياة
- 34% عدم الايمان بالله وقوه الحياة وبالروح
- 3% فضل عدم الإفصاح

اعتنق السويديون قبل القرن الحادي عشر النوردية والتي تعبد آلهة إيسير ومركزها في هيكل أوبسالا. تغيرت قوانين البلاد مع التحول إلى المسيحية في القرن الحادي عشر حيث منعت عبادة الآلهة الأخرى حتى أواخر القرن التاسع عشر.
بعد الإصلاح البروتستانتي في ثلاثينيات القرن السادس عشر، حدث تغيير تحت تأثير مساعد مارتن لوثر السويدي أولاوس بيتري حيث ألغيت سلطة الكنيسة الكاثوليكية الرومانية وانفصلت الكنيسة عن الدولة مما سمح للوثرية بالانتشار. أنجزت هذه العملية في مجمع أوبسالا الكنسي عام 1593. أصبحت اللوثرية دين الدولة الرسمي. خلال حقبة الإصلاح اللاحقة والتي تعرف عادة بعصر اللوثرية الأرثوذكسية ظهرت مجموعات صغيرة من غير اللوثريين وخاصة الكالفينيين الهولنديين وكنيسة مورافيا والفالونيين أو الهوغينو الفرنسيون من بلجيكا، حيث لعبت هذه المجموعات دورها في التجارة والصناعة وجرى التسامح معها طالما حافظت على معتقداتها سراً. امتلكت قومية سامي في الأصل دينها الشاماني الخاص غير أنهم تحولوا إلى اللوثرية السويدية على يد المبشرين في القرنين السابع عشر والثامن عشر.
لم يكن مسموحاً علنا بالعيش والعمل في السويد لأصحاب الديانات الأخرى، بما في ذلك اليهودية والكاثوليكية الرومانية، قبل إعلان حرية التدين في أواخر القرن الثامن عشر. ومع ذلك، حتى عام 1860 كان يمنع قانوناً تحول اللوثريين السويديين إلى اعتناق دين آخر. شهد القرن التاسع عشر، وصول كنائس انجيلية حرة مختلفة ومع نهاية القرن ظهرت العلمانية، مما دفع بالكثيرين إلى الابتعاد عن طقوس الكنيسة. ترك كنيسة السويد أصبح شرعياً من خلال قانون المنشق لعام 1860، لكن بشرط الدخول في أي فئة مسيحية أخرى. أما البقاء خارج أي طائفة دينية لم يسمح به إلا مع قانون حرية التدين في عام 1951. في عام 2000 تم فصل كنيسة السويد عن الدولة وهكذا لا تمتلك السويد كنيسة رسمية.
تفيد إحصائيات نهاية عام 2009 أن 71.3% من السويديين ينتمون إلى كنيسة السويد (اللوثرية) رغم ذلك فإن نسبة المواظبين على حضور الكنيسة في أيام الأحد تتقلص إلى 2% فقط. يعود سبب هذا العدد الكبير من الأعضاء غير الفاعلين إلى أنه وحتى عام 1996 كان المولودون الجدد يعتبرون تلقائياً أعضاء في كنيسة السويد إذا ما انتمى إليها أحد الأبوين. منذ عام 1996 لا يحتسب إلا الأطفال المعمدون. ينتمي حالياً ما يقارب 275,000 سويدي إلى مختلف الكنائس الحرة وبالإضافة إلى ذلك وبسبب الهجرة هناك الآن نحو 92,000 كاثوليكي ونحو 100,000 من المسيحيين الأرثوذكس الشرقيين.
بسبب الهجرة أيضاً توجد في السويد جالية مسلمة كبيرة يربو تعدادها على النصف مليون، بيد أن ما يقارب 5% (25,000) فقط منهم يمارس العبادات بانتظام (بمعنى حضور صلاة الجمعة والصلوات الخمس في اليوم).
على الرغم من النسبة العالية لمنتسبي كنيسة السويد، فقد أظهرت الدراسات أن السويد هي إحدى أقل البلاد تديناً بوجود أحد أعلى معدلات الإلحاد في البلاد. وفقاً لدراسات مختلفة، لا يؤمن 46-85% من السويديين بالله. في إحصائية ليوروستات، أجاب 23% من مواطني السويد باعتقادهم «بوجود الله»، بينما 53% أجابوا «بوجود نوع من الروح أو قوة الحياة» وأجاب 23% أن لا يعتقدون «بوجود أي نوع من الروح أو قوة الحياة أو الله».